# 塔朗斯
塔朗斯（法語：Talence，法語發音：[talɑ̃s]），法国西南部城市，新阿基坦大区吉伦特省的一个市镇，隶属于波尔多区和波尔多都会区，其市镇面积为8.35平方公里，2022年1月1日时人口数量为45,869人，在法国城市中排名第171位。
塔朗斯位于吉伦特省中部，波尔多市区以南，是波尔多的一个近郊卫星城及科教园区，通过有轨电车B线及多条公交线路连接波尔多市区。塔朗斯因当地每年举办的十项全能运动而闻名。法国文学家菲利普·索莱尔斯和政治家若泽·博韦出生于塔朗斯。

## 地名来源
“塔朗斯”一名来源于其附近历史上一块被称为“Tala”的林地，根据当地史学家莫里斯·费吕斯（Maurice Ferrus）的描述，“Tala”一名本身就带有“森林”或“树林”之意，但其语源尚有待考证。

## 历史

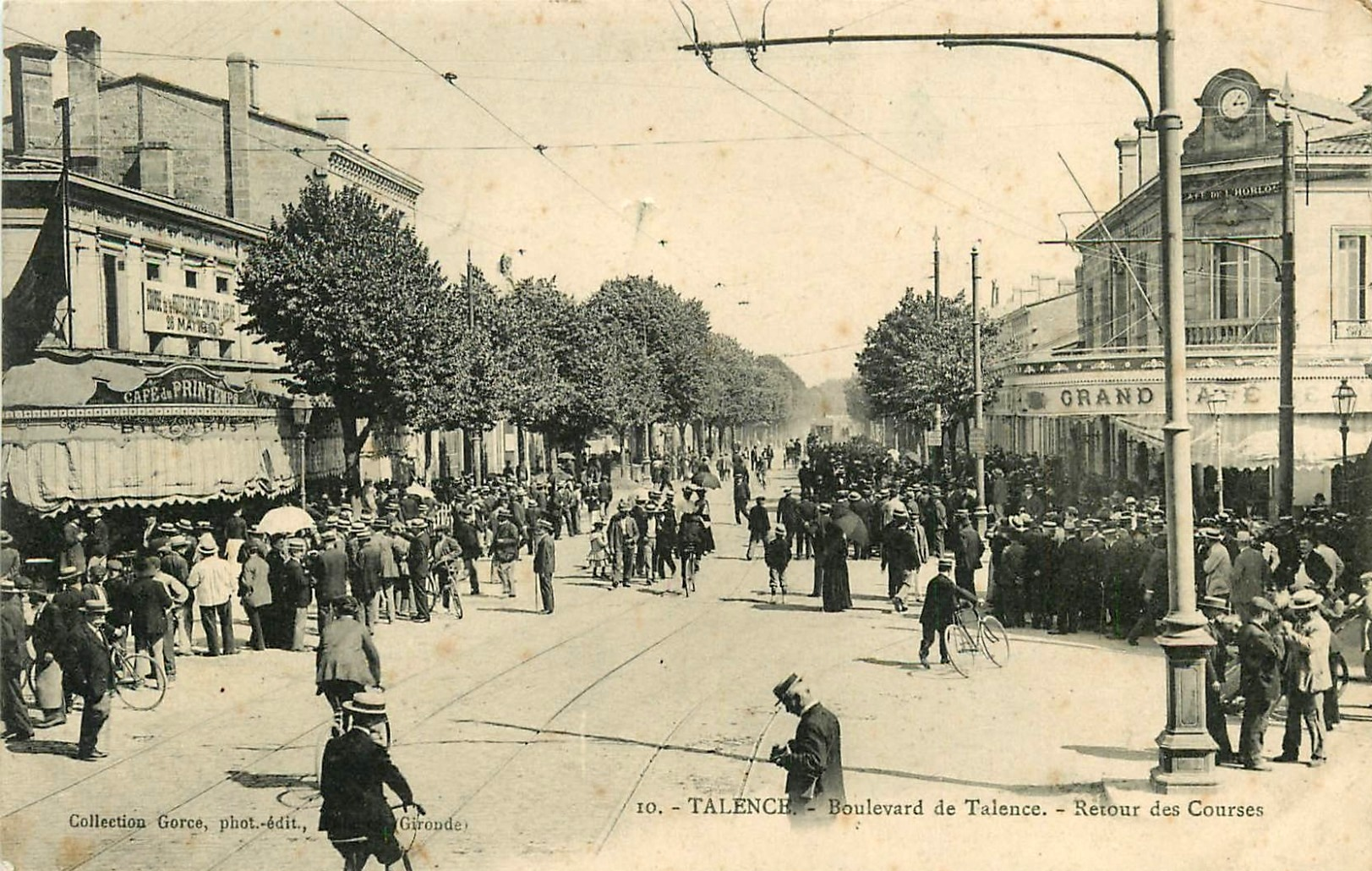
20世纪初的塔朗斯街头

塔朗斯最初记载于公元1130年，彼时，当地出现了一处圣母教堂。此后，塔朗斯长期为波尔多南郊的一处普通农业村落。法国大革命后，塔朗斯成为吉伦特省的一个市镇。工业革命以后，随着波尔多的城市扩张，塔朗斯人口数量逐年上升，逐渐发展成为波尔多的一个城郊居民区。西班牙内战期间，大批北上的西班牙难民驻扎于塔朗斯，当地出现了一处难民集中营，二战后被拆除。20世纪中后期，塔朗斯被规划为波尔多的科教园区，当地出现了多处高等学校及科研机构。

## 地理

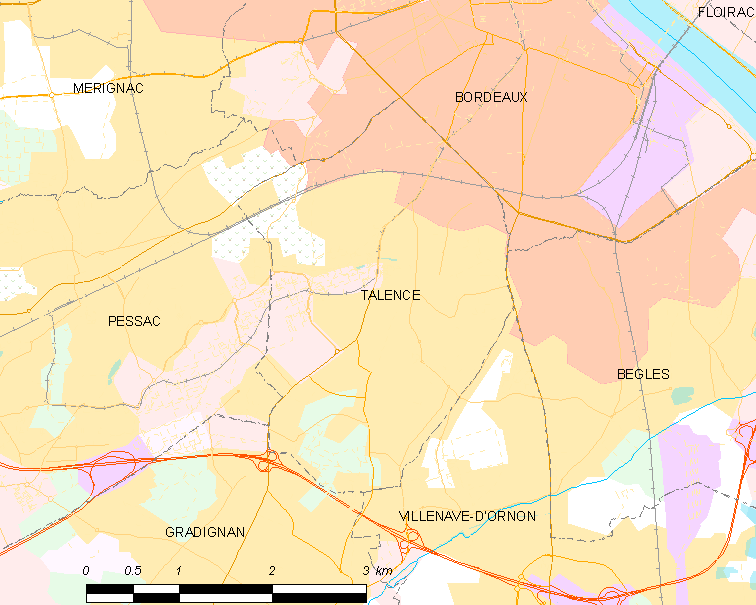
塔朗斯市镇范围地图

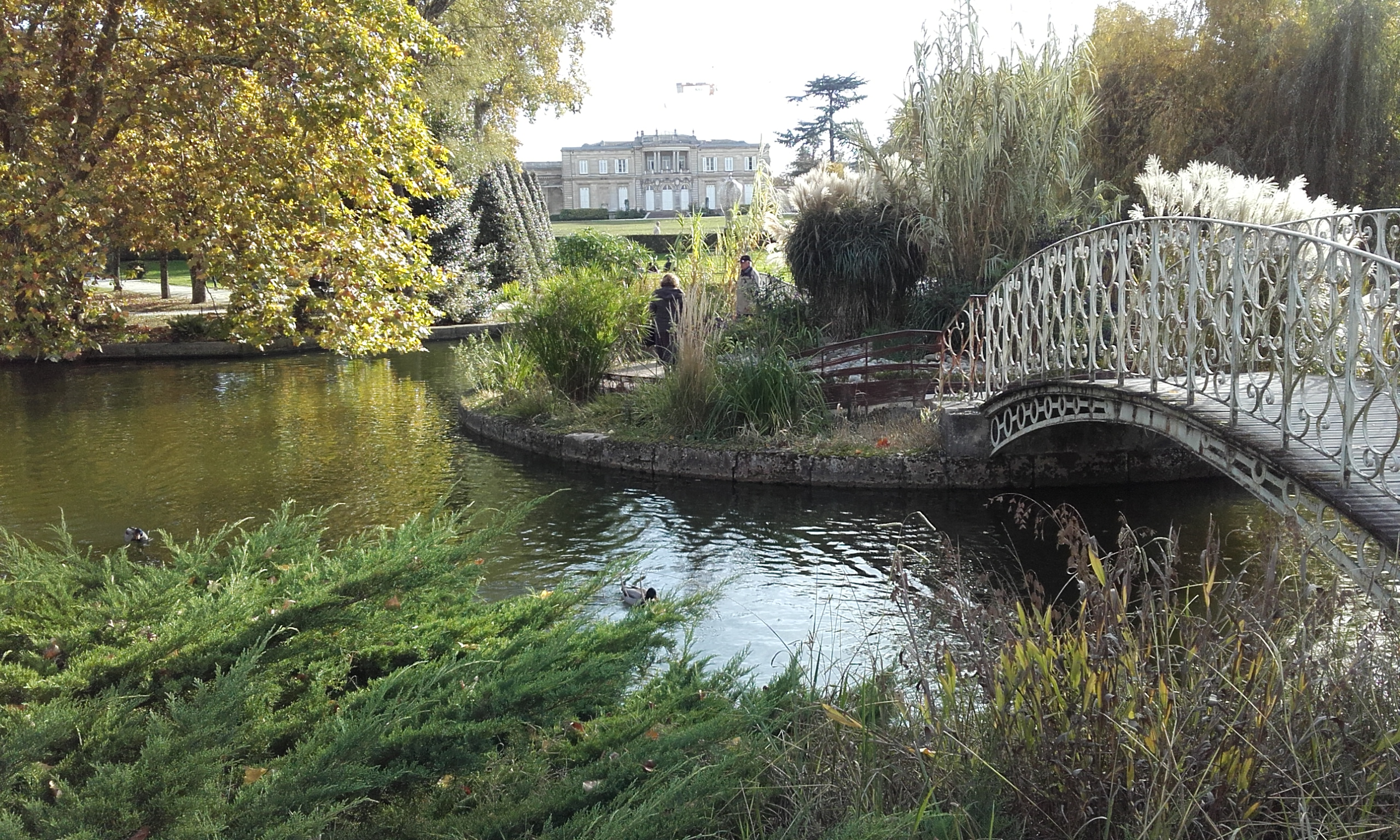
佩克索托花园

塔朗斯位于法国西南部，新阿基坦大区西部和吉伦特省中部，距离省会波尔多大约2公里。与塔朗斯接壤的市镇包括：波尔多、格拉迪尼昂、佩薩克、贝格勒、维勒纳沃多农。

### 地形
塔朗斯位于阿基坦平原腹地，境内以平原为主，市镇中心地势较为平坦，南部略有起伏，全境海拔在9到31米之间。

### 水文
塔朗斯属于加龙河流域，一条名叫“阿尔斯”（Ars）的小溪自西向东流经境内，该河水量极小，塔朗斯境内的大部分河段被人工建筑物覆盖。

### 植被
塔朗斯属于温带阔叶混交林区，当地的主要绿地包括市区南部的图阿尔树林（Bois de Thouars）和北部的佩克索托花园（Jardin de Peixotto）等，均常年免费向公众开放。
在鲜花城市的评比中，塔朗斯被评为3星级鲜花城市。

### 气候
塔朗斯在柯本气候分类法中属于略带有亚热带特征的温带海洋性气候。
距离塔朗斯最近的气象站位于梅里尼亚克境内，以下为该气象站的数据：
| 梅里尼亚克1981年－2019年 | 梅里尼亚克1981年－2019年 | 梅里尼亚克1981年－2019年 | 梅里尼亚克1981年－2019年 | 梅里尼亚克1981年－2019年 | 梅里尼亚克1981年－2019年 | 梅里尼亚克1981年－2019年 | 梅里尼亚克1981年－2019年 | 梅里尼亚克1981年－2019年 | 梅里尼亚克1981年－2019年 | 梅里尼亚克1981年－2019年 | 梅里尼亚克1981年－2019年 | 梅里尼亚克1981年－2019年 | 梅里尼亚克1981年－2019年 |
| 月份                     | 1月                      | 2月                      | 3月                      | 4月                      | 5月                      | 6月                      | 7月                      | 8月                      | 9月                      | 10月                     | 11月                     | 12月                     | 全年                     |
| ------------------------ | ------------------------ | ------------------------ | ------------------------ | ------------------------ | ------------------------ | ------------------------ | ------------------------ | ------------------------ | ------------------------ | ------------------------ | ------------------------ | ------------------------ | ------------------------ |
| 历史最高温 °C（°F）      | 20.2 (68.4)              | 26.2 (79.2)              | 27.7 (81.9)              | 31.1 (88.0)              | 35.4 (95.7)              | 39.2 (102.6)             | 41.2 (106.2)             | 40.7 (105.3)             | 37.6 (99.7)              | 32.2 (90.0)              | 26.7 (80.1)              | 22.5 (72.5)              | 41.2 (106.2)             |
| 平均高温 °C（°F）        | 10.1 (50.2)              | 11.7 (53.1)              | 15.1 (59.2)              | 17.3 (63.1)              | 21.2 (70.2)              | 24.5 (76.1)              | 26.9 (80.4)              | 27.1 (80.8)              | 24 (75)                  | 19.4 (66.9)              | 13.7 (56.7)              | 10.5 (50.9)              | 18.5 (65.3)              |
| 日均气温 °C（°F）        | 6.6 (43.9)               | 7.5 (45.5)               | 10.2 (50.4)              | 12.3 (54.1)              | 16.1 (61.0)              | 19.3 (66.7)              | 21.3 (70.3)              | 21.4 (70.5)              | 18.5 (65.3)              | 14.9 (58.8)              | 9.9 (49.8)               | 7.2 (45.0)               | 13.8 (56.8)              |
| 平均低温 °C（°F）        | 3.1 (37.6)               | 3.3 (37.9)               | 5.4 (41.7)               | 7.4 (45.3)               | 11 (52)                  | 14.1 (57.4)              | 15.8 (60.4)              | 15.7 (60.3)              | 12.9 (55.2)              | 10.4 (50.7)              | 6.1 (43.0)               | 3.8 (38.8)               | 9.1 (48.4)               |
| 历史最低温 °C（°F）      | −16.4 (2.5)              | −15.2 (4.6)              | −9.9 (14.2)              | −5.3 (22.5)              | −1.8 (28.8)              | 2.5 (36.5)               | 4.8 (40.6)               | 1.5 (34.7)               | −1.8 (28.8)              | −5.3 (22.5)              | −12.3 (9.9)              | −13.4 (7.9)              | −16.4 (2.5)              |
| 平均降水量 mm（）        | 87.3 (3.44)              | 71.7 (2.82)              | 65.3 (2.57)              | 78.2 (3.08)              | 80 (3.1)                 | 62.2 (2.45)              | 49.9 (1.96)              | 56 (2.2)                 | 84.3 (3.32)              | 93.3 (3.67)              | 110.2 (4.34)             | 105.7 (4.16)             | 944.1 (37.17)            |
| 月均日照時數             | 96                       | 114.9                    | 169.7                    | 182.1                    | 217.4                    | 238.7                    | 248.5                    | 242.3                    | 202.7                    | 147.2                    | 94.4                     | 81.8                     | 2,035.7                  |
| 来源：infoclimat.fr      |                          |                          |                          |                          |                          |                          |                          |                          |                          |                          |                          |                          |                          |

## 行政区划
塔朗斯是法国新阿基坦大区吉伦特省的一个市镇，编号为33522。塔朗斯隶属于波尔多区和吉伦特省第三选区，管理塔朗斯县，同时也是波尔多都会区的组成部分。
塔朗斯市镇被划为9个街区，并实行街区自治制度。
法国国家统计与经济研究所（简称）在进行数据统计时，将塔朗斯及周边另外64个市镇设为波尔多城市核心区，并将包括核心区在内的附近共251个市镇划为波尔多城市区。自2020年起，波尔多城市区被包含275个市镇的波尔多城市辐射区代替。此外，还将塔朗斯市镇分为了13个“块区”（IRIS），以便于统计人口分布情况。

## 交通

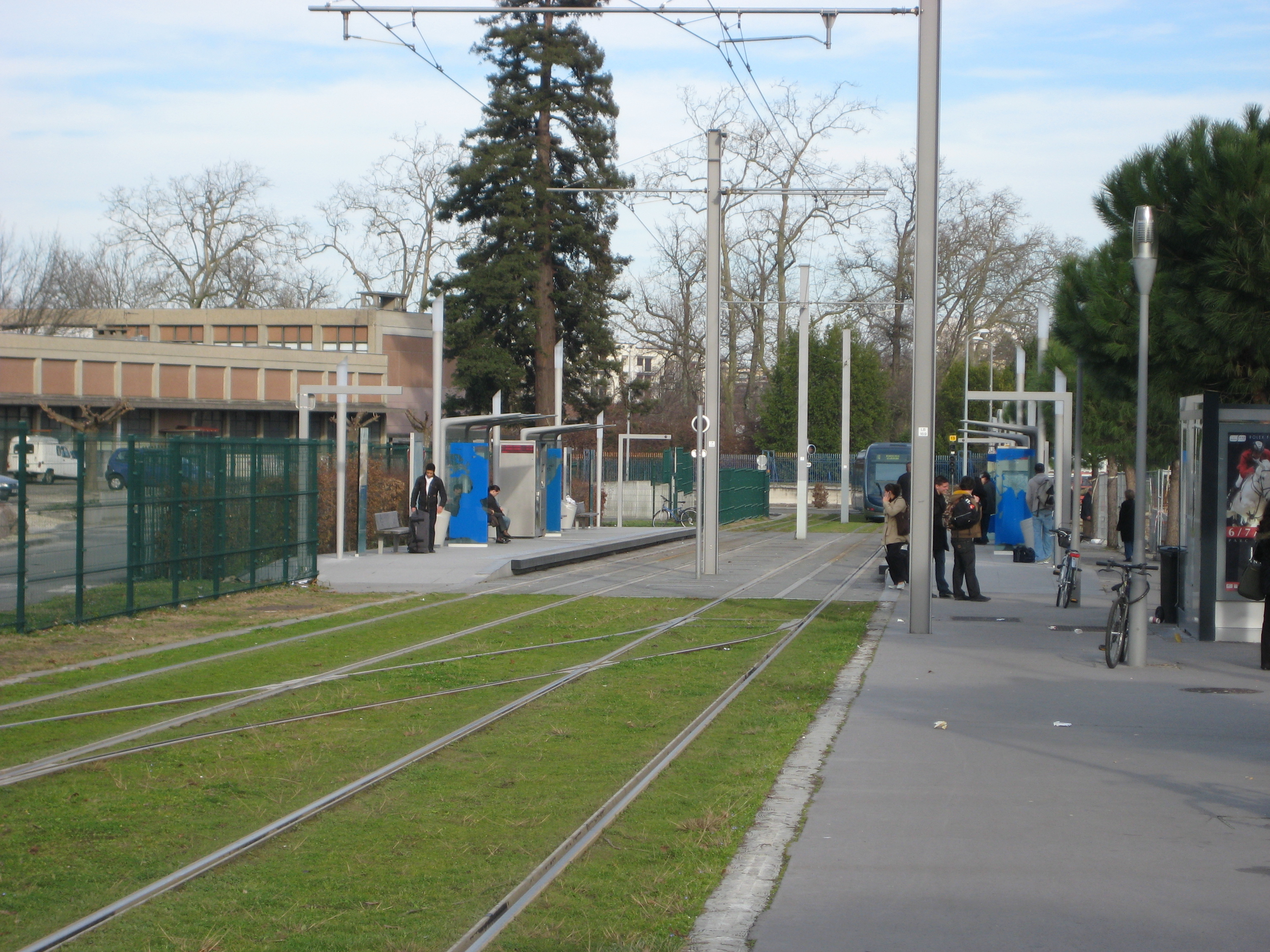
波尔多有轨电车B线佩克索托站

### 公路
波尔多环城高速公路经过塔朗斯市区南部并设有两处出入口，另有多条吉伦特省省道在塔朗斯境内交汇。新阿基坦大区下属的城际客运提供巴士线路，可前往吉伦特省南部的多个市镇。
2017年，65%的塔朗斯家庭拥有至少一辆私人汽车。2019年，塔朗斯境内共发生各类交通事故28起，造成30人受伤。

### 铁路
波尔多－伊伦铁路经过塔朗斯境内，该铁路的塔朗斯梅多基讷站位于塔朗斯市区西北部，于2011年关闭，随着当地人口居民数量的增加，该站计划于2023年重新启用。

### 航空
距离塔朗斯最近的民用航空站为波尔多-梅里尼亚克机场，距离塔朗斯市中心的公路里程约13公里。

### 城市公共交通
塔朗斯是波尔多都会公共交通（商业名称为）的服务范围。截至2021年6月，该系统下属的波尔多有轨电车B线和公交4路、8路、10路、20路、21路、31路、34路、35路、43路、87路途径塔朗斯市区。

## 政治
塔朗斯的现任市长为埃马纽埃尔·萨拉贝里先生（Emmanuel Sallaberry），他是一名中间派，在2020年的市政选举中获得了53.05%的支持率。
在2017年的法国总统大选中，法国第25任总统埃马纽埃尔·马克龙在塔朗斯获得了84.63%的支持率。
| 塔朗斯历届市长 |                                         |                                |
| 任期           | 市长                                    | 党派                           |
| 1944年－1947年 | Georges Lasserre 乔治·拉塞尔            | SFIO工人国际法国支部           |
| 1947年－1953年 | Michel Winnaert 米歇尔·维纳尔特         | RPF法国人民联盟                |
| 1953年－1961年 | Georges Lasserre 乔治·拉塞尔            | SFIO工人国际法国支部           |
| 1961年－1965年 | Michel Winnaert 米歇尔·维纳尔特         | RPF法国人民联盟                |
| 1965年－1983年 | Henri Deschamps 亨利·德尚               | SFIO工人国际法国支部 →PS社会党 |
| 1983年－1993年 | Gérard Castagnéra 热拉尔·卡斯塔涅拉     | RPR保衛共和聯盟                |
| 1993年－2017年 | Alain Cazabonne 阿兰·卡扎博纳           | UDF法国民主联盟 →MoDem民主运动 |
| 2017年－       | Emmanuel Sallaberry 埃马纽埃尔·萨拉贝里 | DVC混杂中间派                  |

## 人口
2018年，塔朗斯市镇人口数量为42,701，在法国排名第171位。其中男性20,296人，女性22,310人，75岁及以上人口占5.9%，外籍人口数量为16,921人，人口密度为5,114人/平方公里，当地居民被称为（男性）或（女性）。2019年，塔朗斯境内出生471人，死亡人口298人。
| 年份   | 1936   | 1946   | 1954   | 1962   | 1968   | 1975   | 1982   | 1990   | 1999   | 2006   | 2011   | 2016   | 2018   |
| ------ | ------ | ------ | ------ | ------ | ------ | ------ | ------ | ------ | ------ | ------ | ------ | ------ | ------ |
| 人口數 | 20,380 | 21,650 | 22,695 | 25,874 | 29,161 | 34,127 | 34,692 | 34,485 | 37,210 | 40,920 | 40,763 | 42,712 | 42,701 |

## 经济

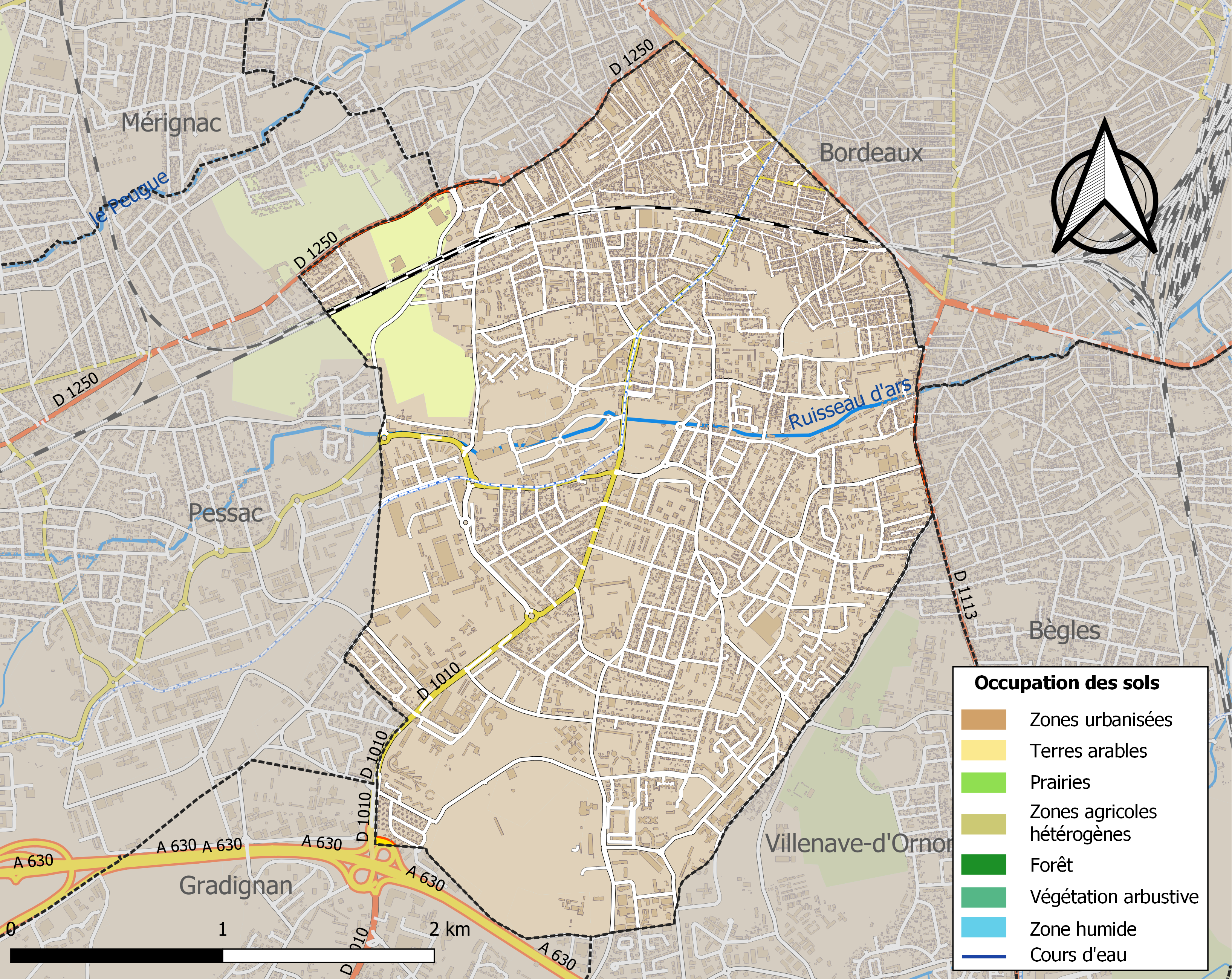
塔朗斯土地利用情况地图

截至2021年6月，塔朗斯境内共有各类用人单位6,529家，平均历史为12年，其中99.59%为中小型企业（PME）。（零售）、（私人园艺）及（工业设备）是当地2019年营业额最高的三个企业，分别为24,588,937欧元、16,765,534欧元和14,514,214欧元。

## 财政收入
2019年，塔朗斯的财政收入总额为54,978,700欧元，财政支出总额为50,507,200欧元，当年的债务总额为23,581,800欧元。2020年，塔朗斯共获得7,480,203欧元的国家财政补助，比上一年减少了0.02%。
2017年，塔朗斯的人均月收入总额为2,269欧元，其中高级职员为3,537欧元，低于法国平均水平（4,214欧元）；中级职员为2,193欧元，低于法国平均水平（2,353欧元）；普通职员为1,658欧元，亦低于法国平均水平（1,690欧元）。
2017年，塔朗斯境内的青壮年（15至64岁）失业率为16%，当地52.3%的家庭拥有纳税资格，平均纳税3,707欧元，低于法国平均水平（3,888欧元）。

## 社会事务

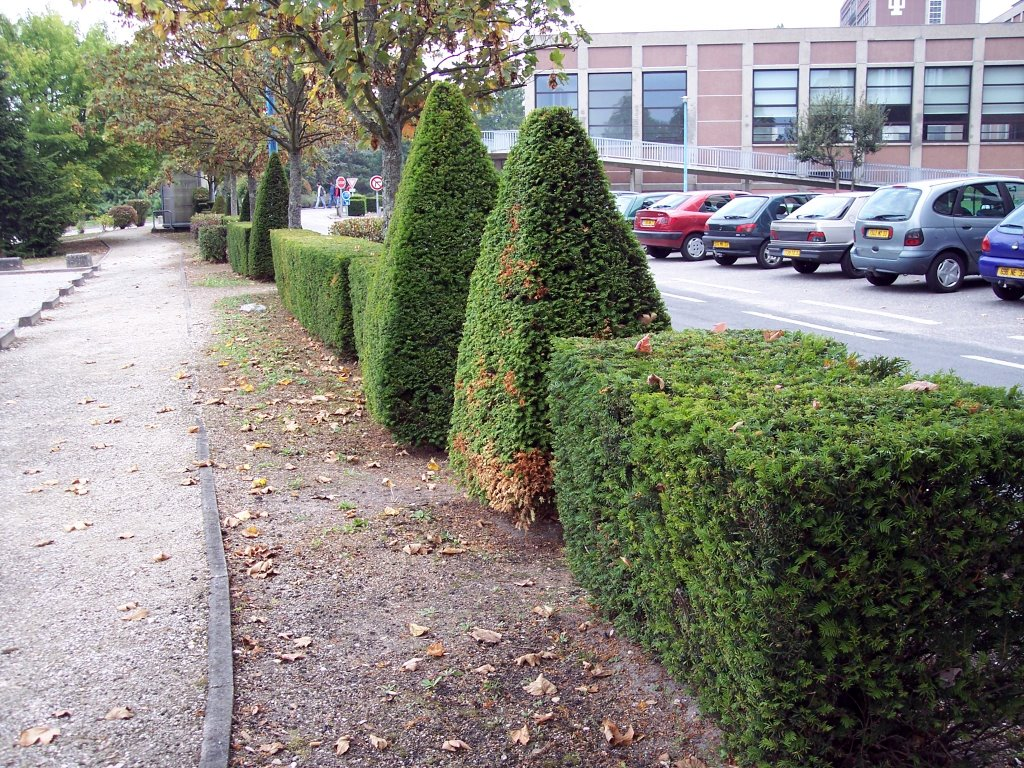
波尔多大学一角

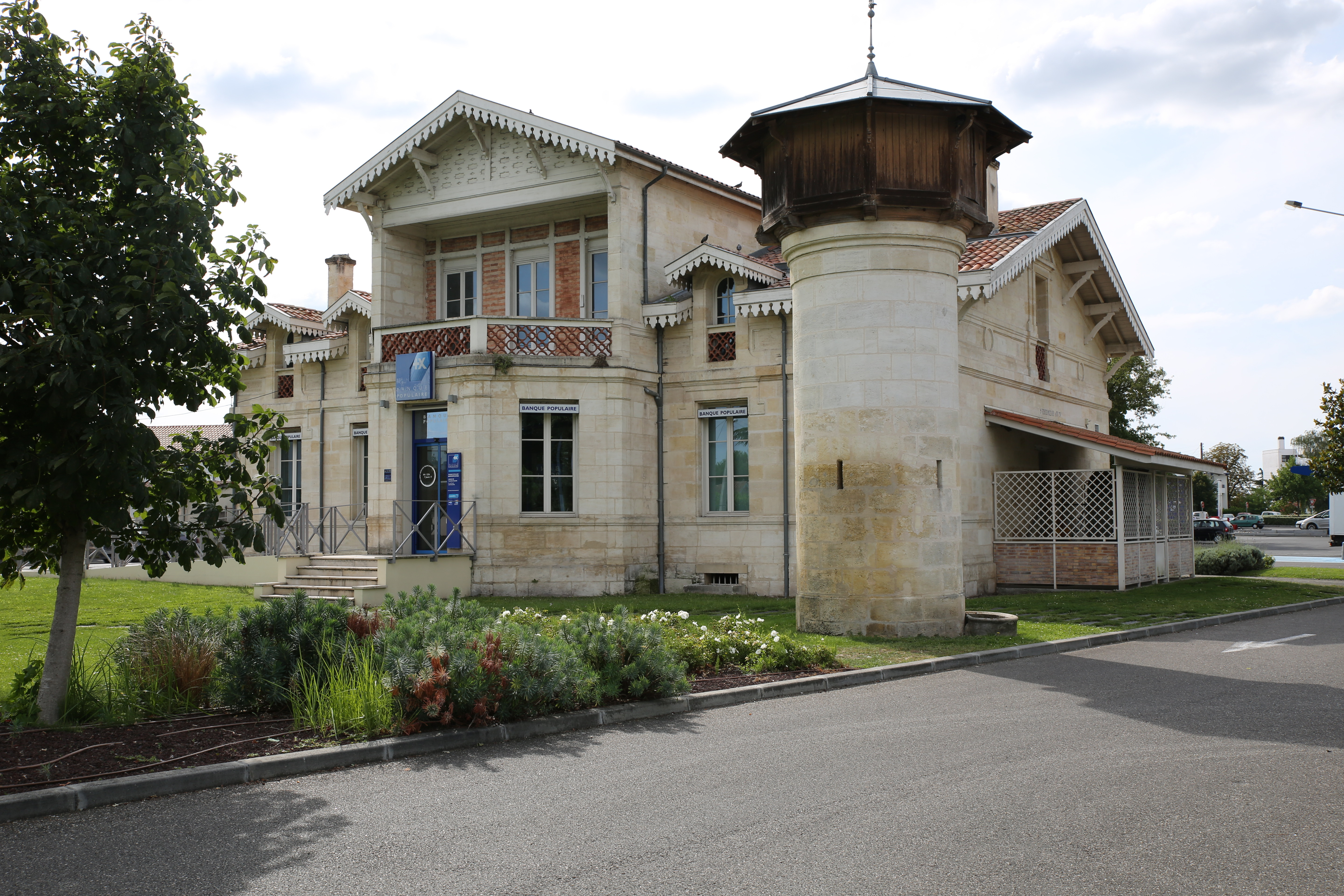
塔朗斯境内的一家银行

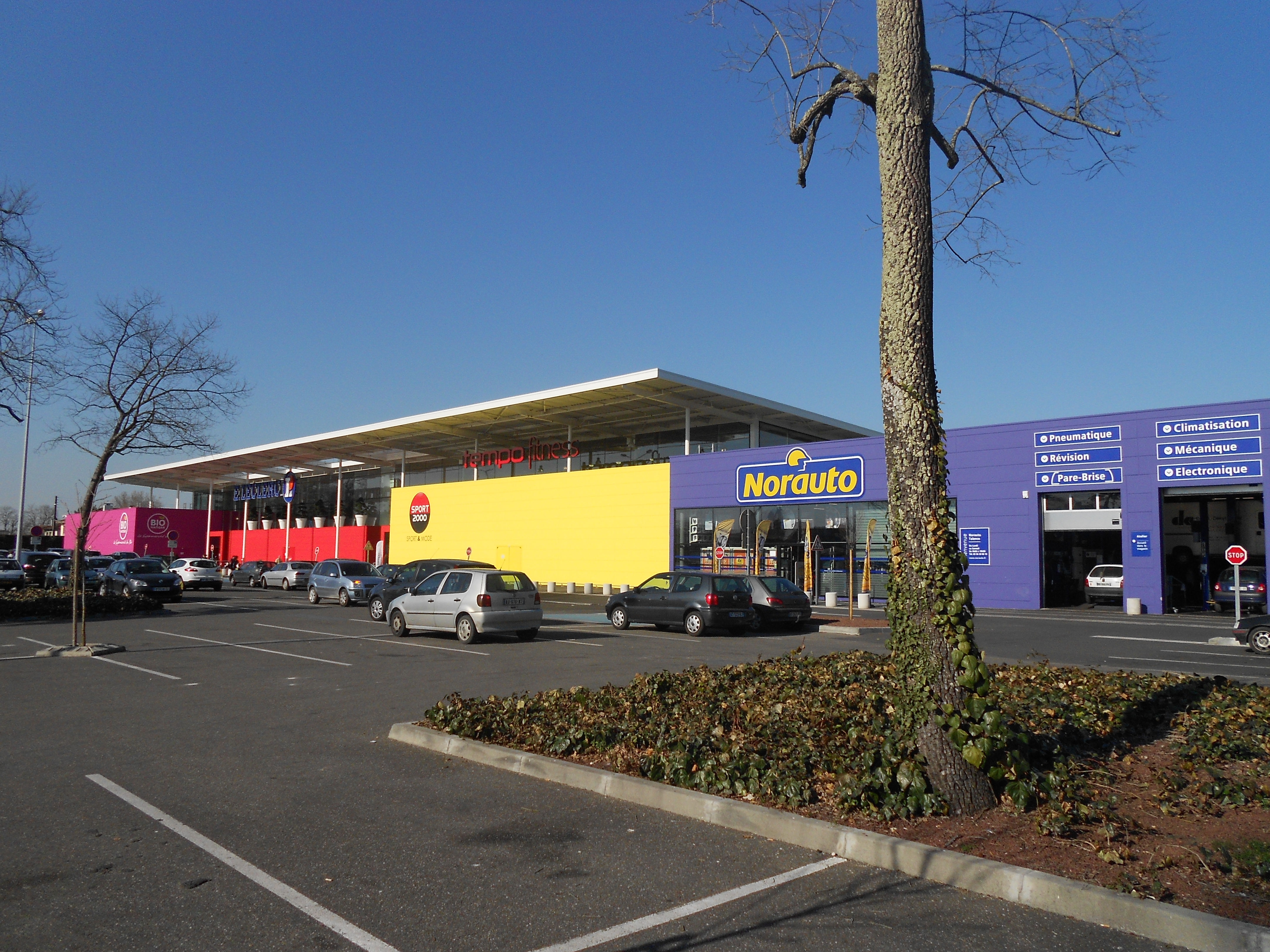
塔朗斯境内的一处商业区域

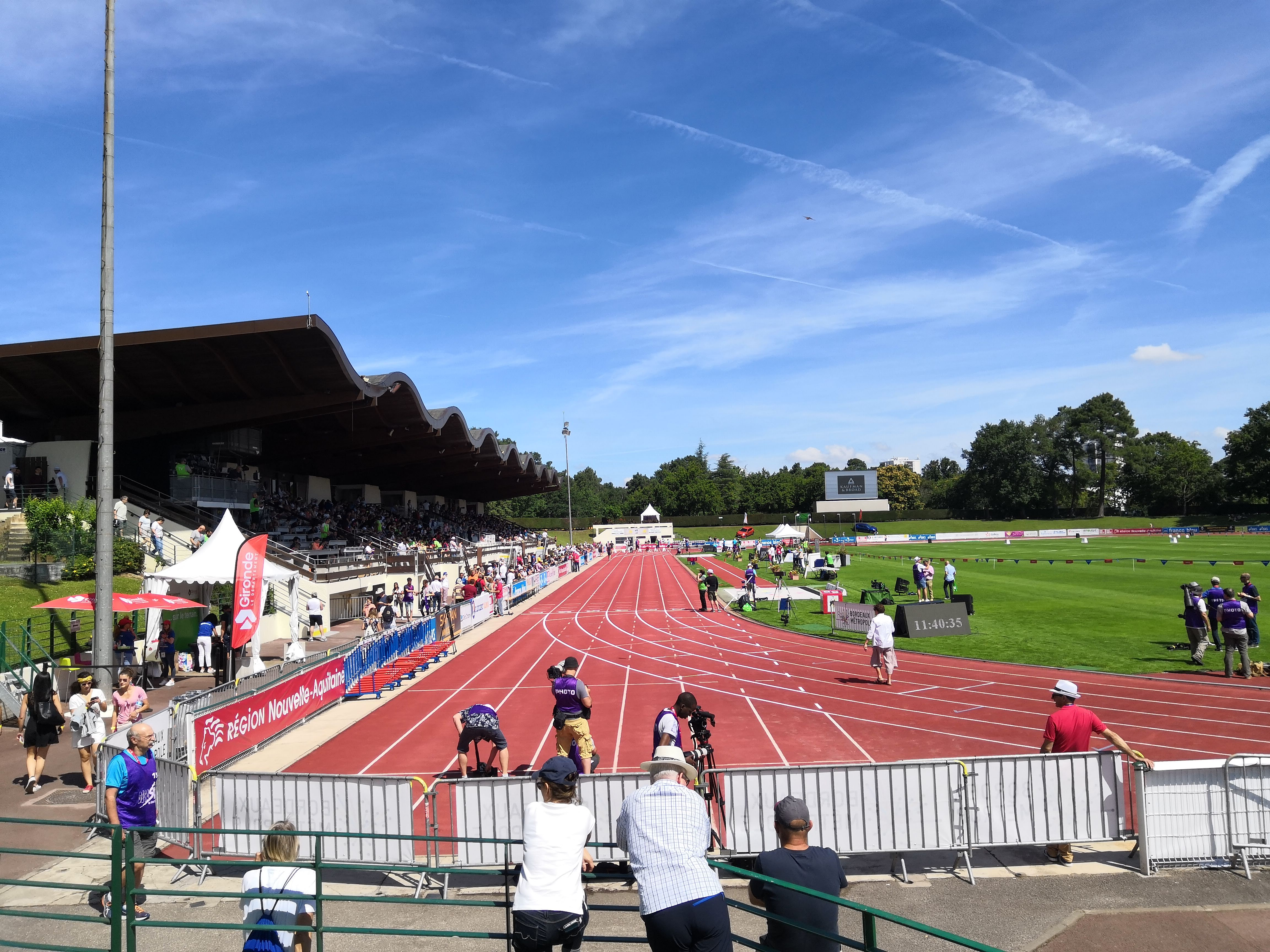
比赛中的十项全能运动

### 教育
塔朗斯属于波尔多学区。截止2019年1月1日，塔朗斯境内共有10所幼儿园、9所小学、3所初级中学和3所普通高中。2018至2019学年度，塔朗斯境内共有在校中等教育阶段学生5,481名。
在高等教育方面，塔朗斯是波尔多大学城所在地，法国国立高等工程技术学校（波尔多校区）、国立波尔多高等电子、计算机信息与无线电通信学院、波尔多国立高等建筑与景观学校、波尔多理工学院、高等光学学院以及波尔多大学直属的科技学院等均位于塔朗斯境内。

### 医疗
截止2019年1月1日，塔朗斯境内共有全科医生39名、保健师78名、牙医31名、护士46名、眼科医生3名、皮肤科医生6名、助产士3名、儿科医生6名和妇科医生6名。境内共有药房15家、养老院6家、残疾人帮扶中心1家。
塔朗斯是波尔多大学中心医院的服务范围，其主病区“佩勒格兰医院”（Hôpital Pellegrin）距离塔朗斯市区大约2公里。

### 住房
2017年，塔朗斯境内共有各类住房25,818套，其中28.9%为独立式居民区，69.5%为集中式居民区。常住房屋占塔朗斯市镇范围内居民建筑总量的92.9%。
在住房保障政策方面，2017年，塔朗斯境内共有10,729户家庭获得了住房经济补助，受益人数占总人口数量的25.2%，其中10,636份为房租补助。

### 商业
2019年，塔朗斯境内共有各类实体商铺671家，其中餐厅145家、大型超市6家、杂货店10家、面包房16家、肉铺5家、书店7家、装饰品店1家、银行门店16家、美容美发店43家、汽车维修店23家。市中心建有一家卡西诺超市，市区东南部则有E.Leclerc购物中心。

### 体育
2019年，塔朗斯境内共有2家游泳池、8间体育馆、2座综合体育场、23处网球场、6处足球或橄榄球场以及6处篮球或排球场。
塔朗斯因十项全能运动而闻名，该项目创建于1976年，在2019年以前每年都有举办并吸引各国田径运动员的参与。2020及2021年因COVID-19疫情而被取消，预计2022年恢复举办。
截至2021年6月，塔朗斯境内共有三支注册足球俱乐部，其中塔朗斯足球俱乐部（F.C. Talence）是当地的一支足球队，2021至2022赛季参加新阿基坦大区足球联赛。

### 环境
塔朗斯的环境事务由其所属的公共社区负责。2019年，塔朗斯境内暂无污染企业。

### 治安
2019年，塔朗斯市镇范围内有1处派出所。
2014年，塔朗斯及附近地区共发生各类案件46,802起，其中盗窃类案件30,909起，经济类案件3,155起，毒品交易类案件2,821起。

## 文化
2019年，塔朗斯境内共有1家剧场和1家电影院。塔朗斯市政府提供多媒体中心，向公众全年开放。

### 建筑
塔朗斯境内有多处历史建筑，其中黑太子城堡、佩克索托城堡等为法国国家文物保护单位。

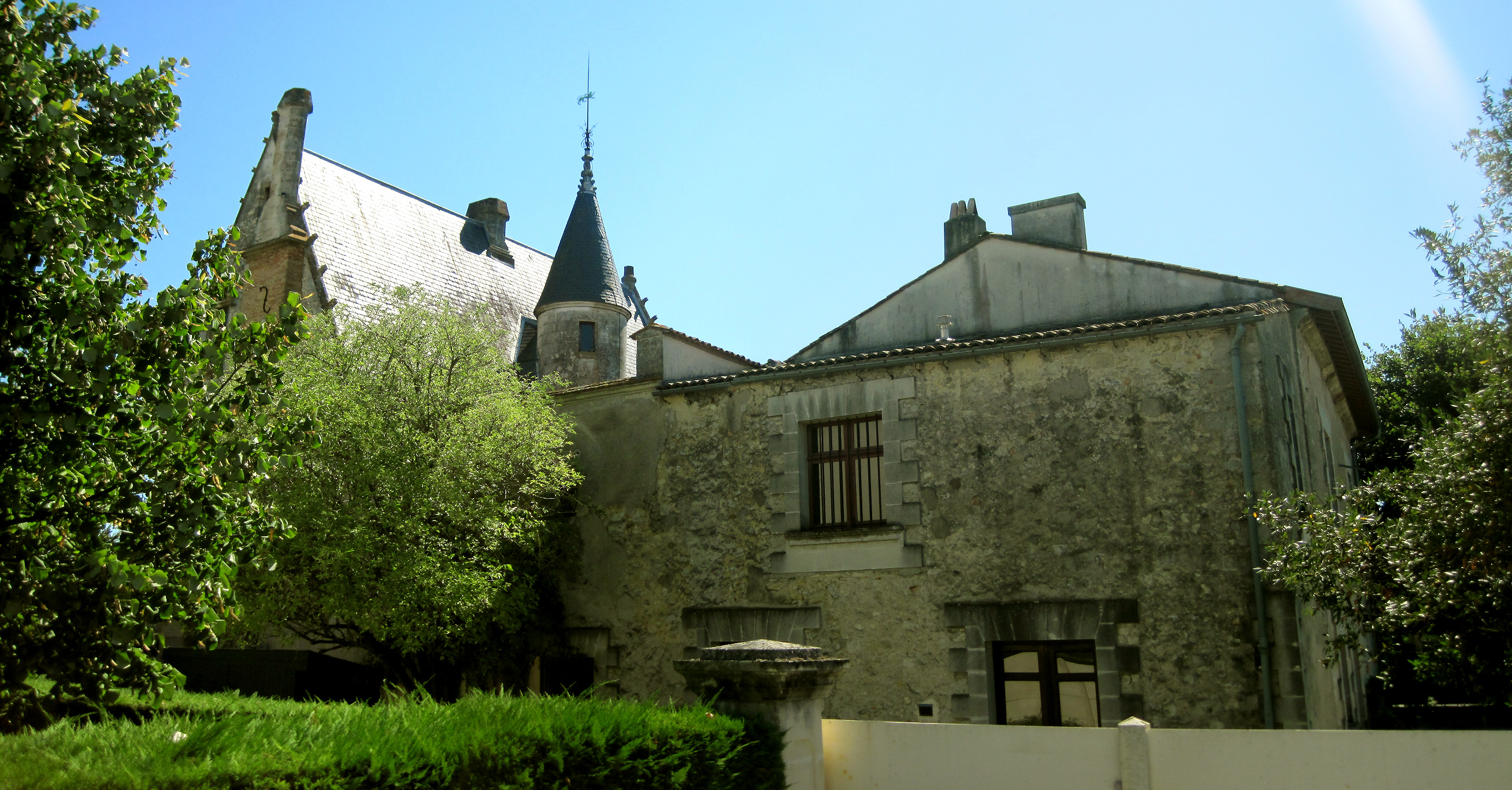
黑太子城堡（法语：Château du Prince Noir）
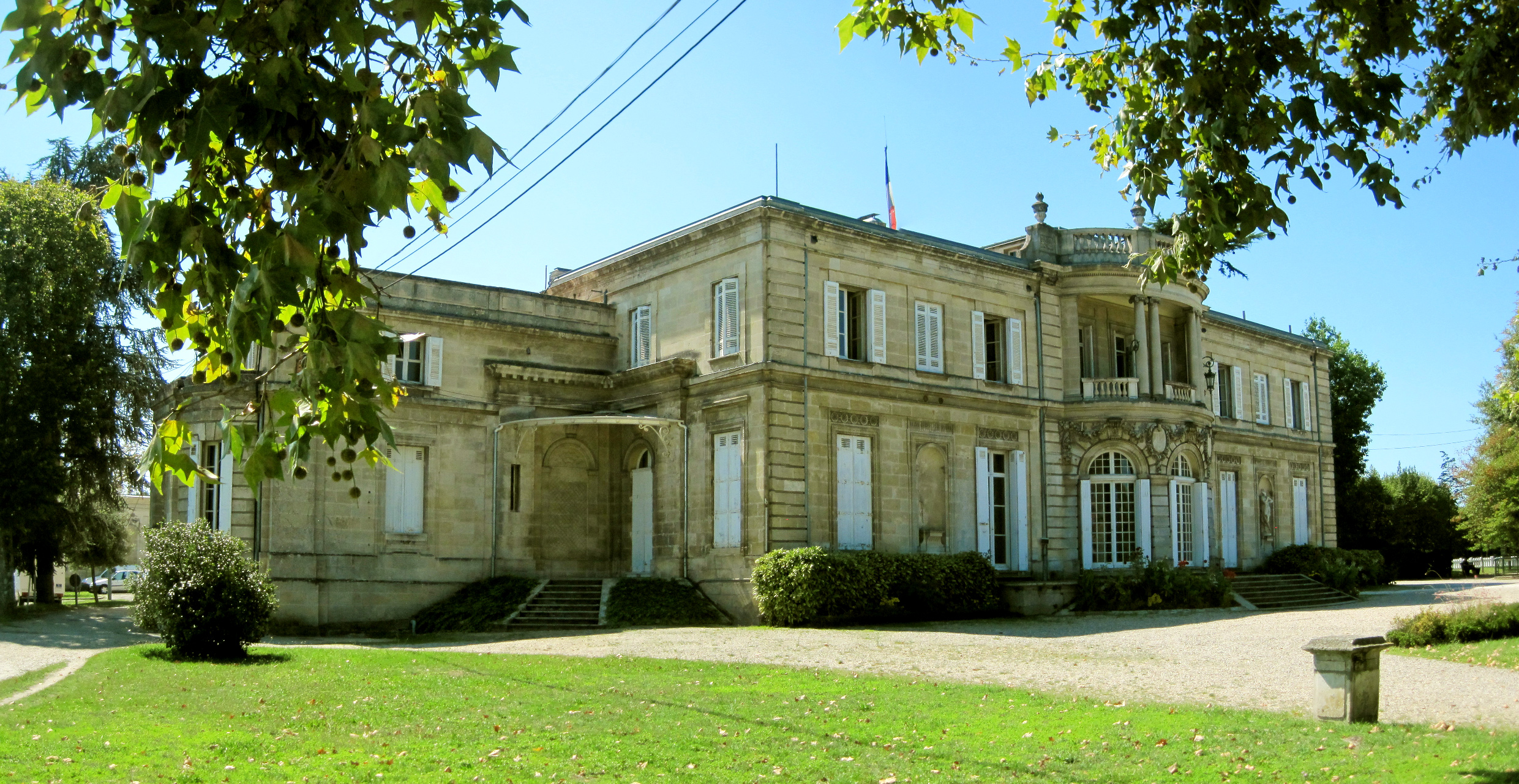
佩克索托城堡（法语：Château de Peixotto）
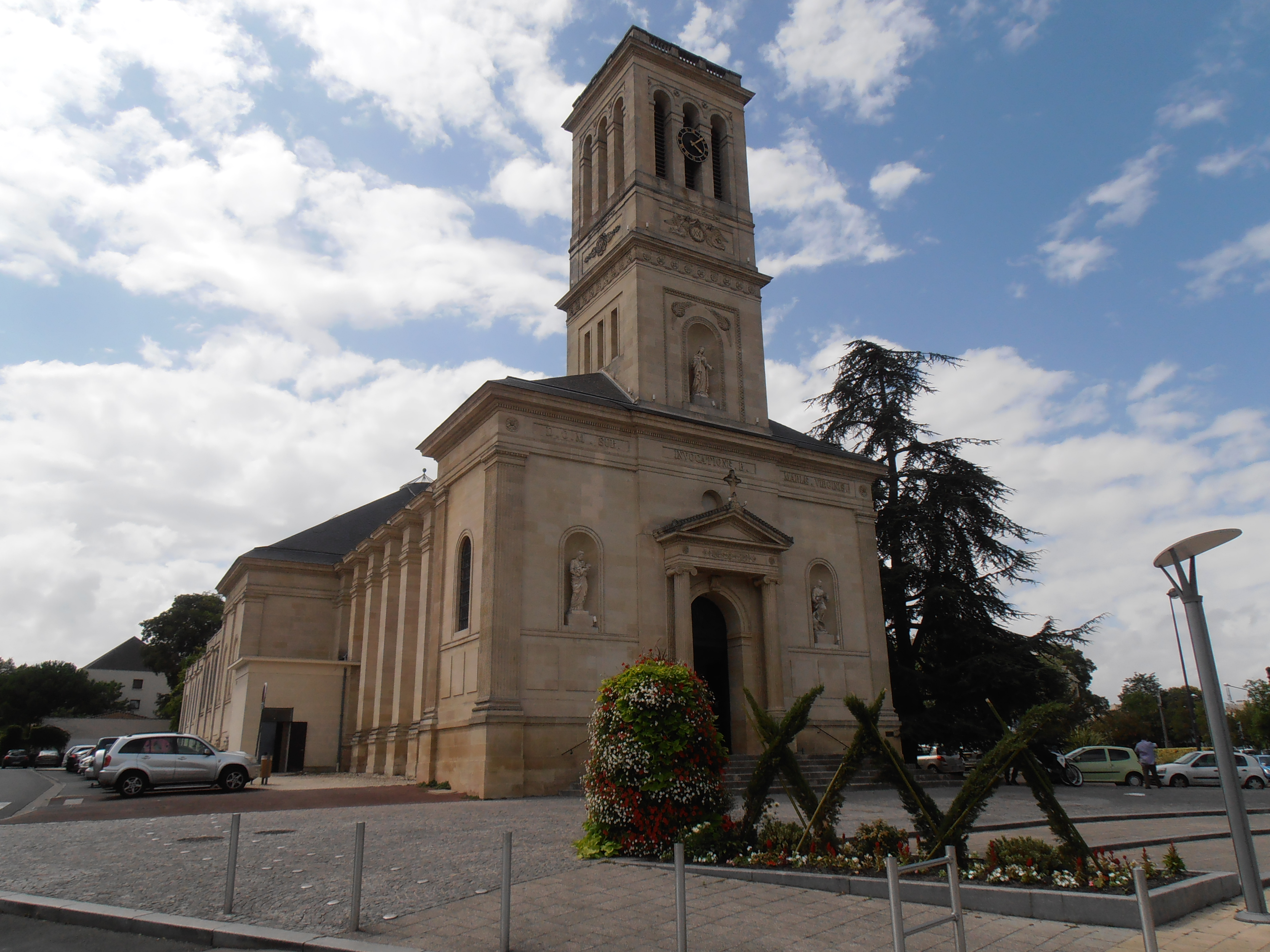
塔朗斯圣母教堂
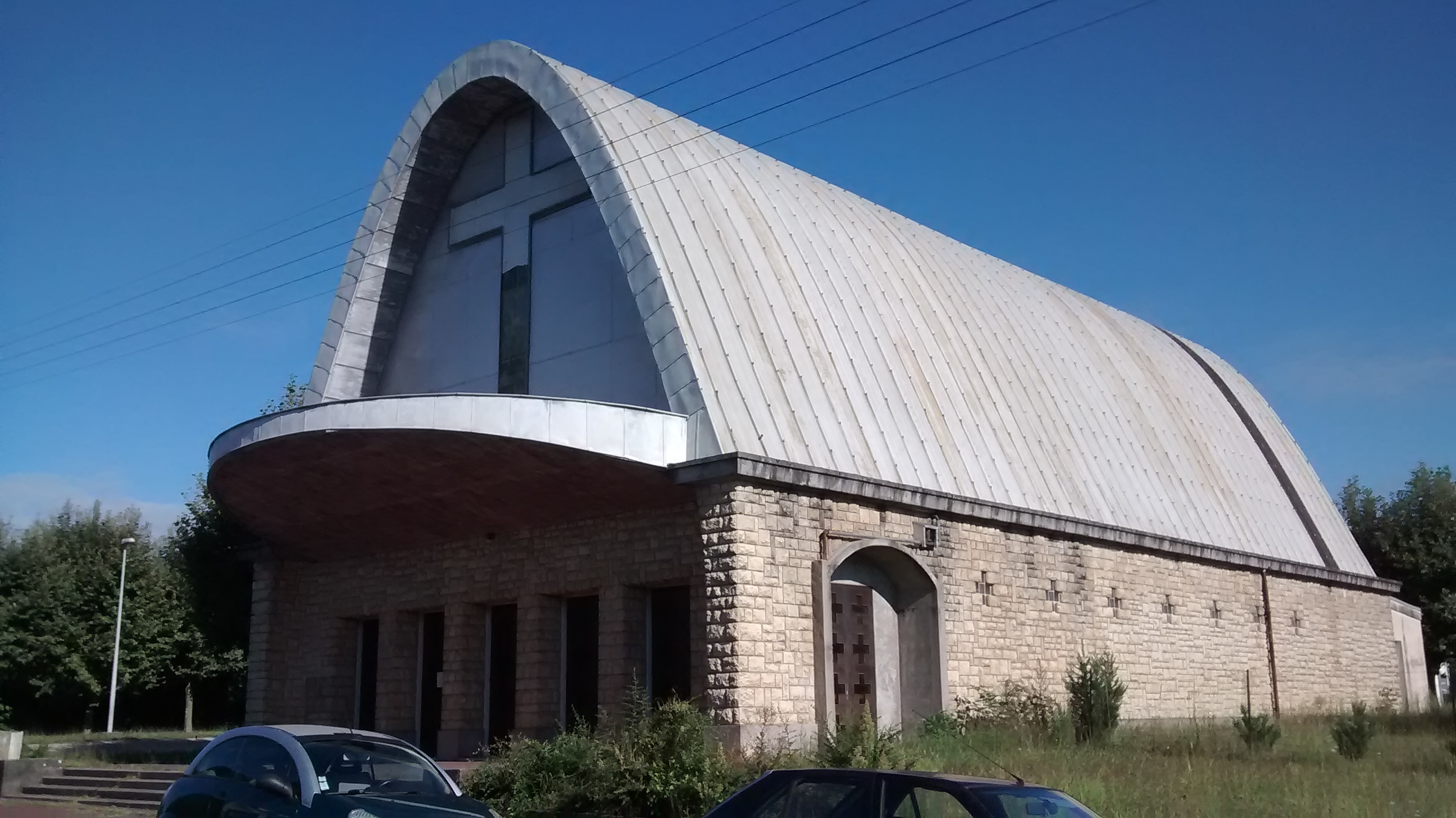
圣法米耶教堂
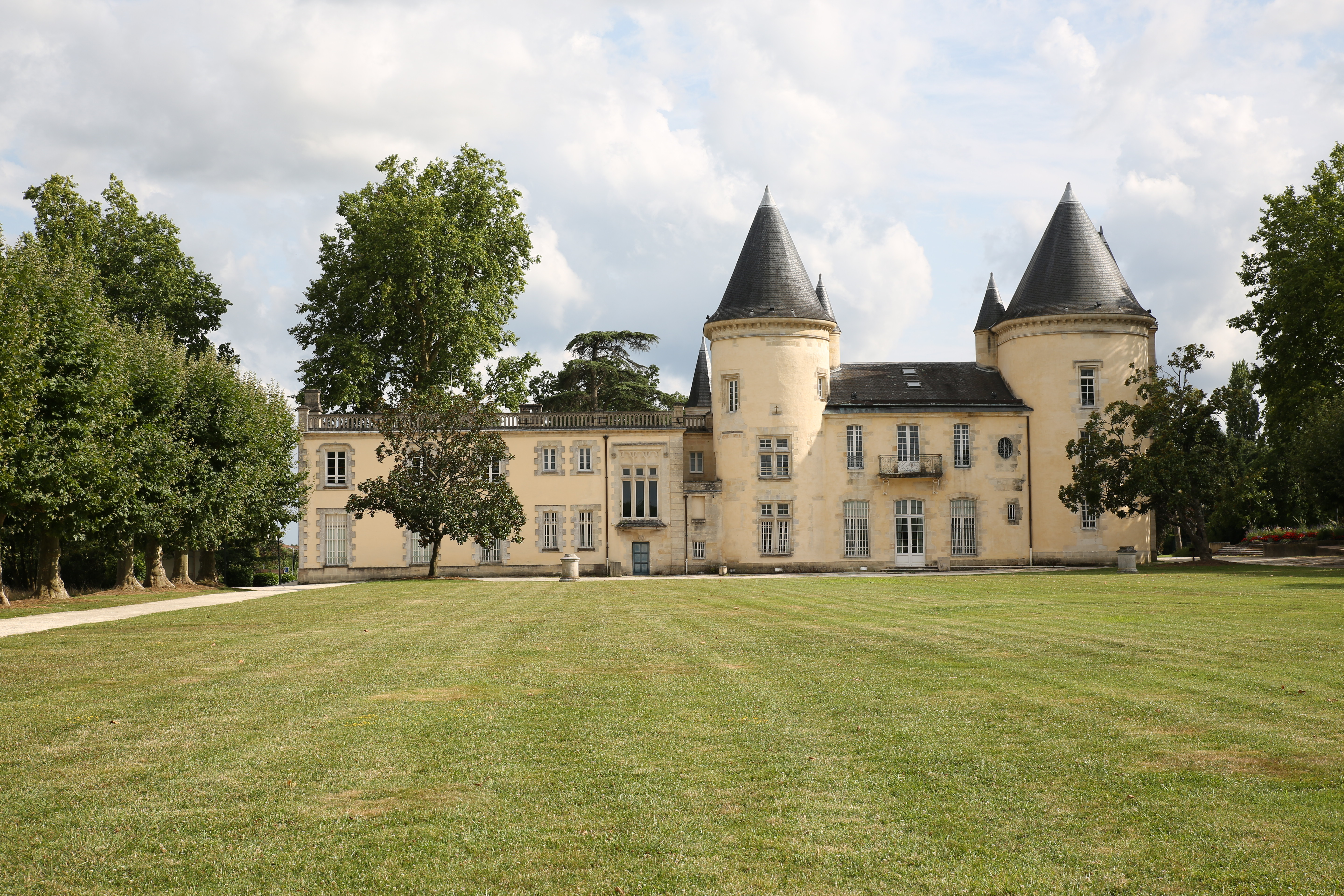
图阿尔城堡
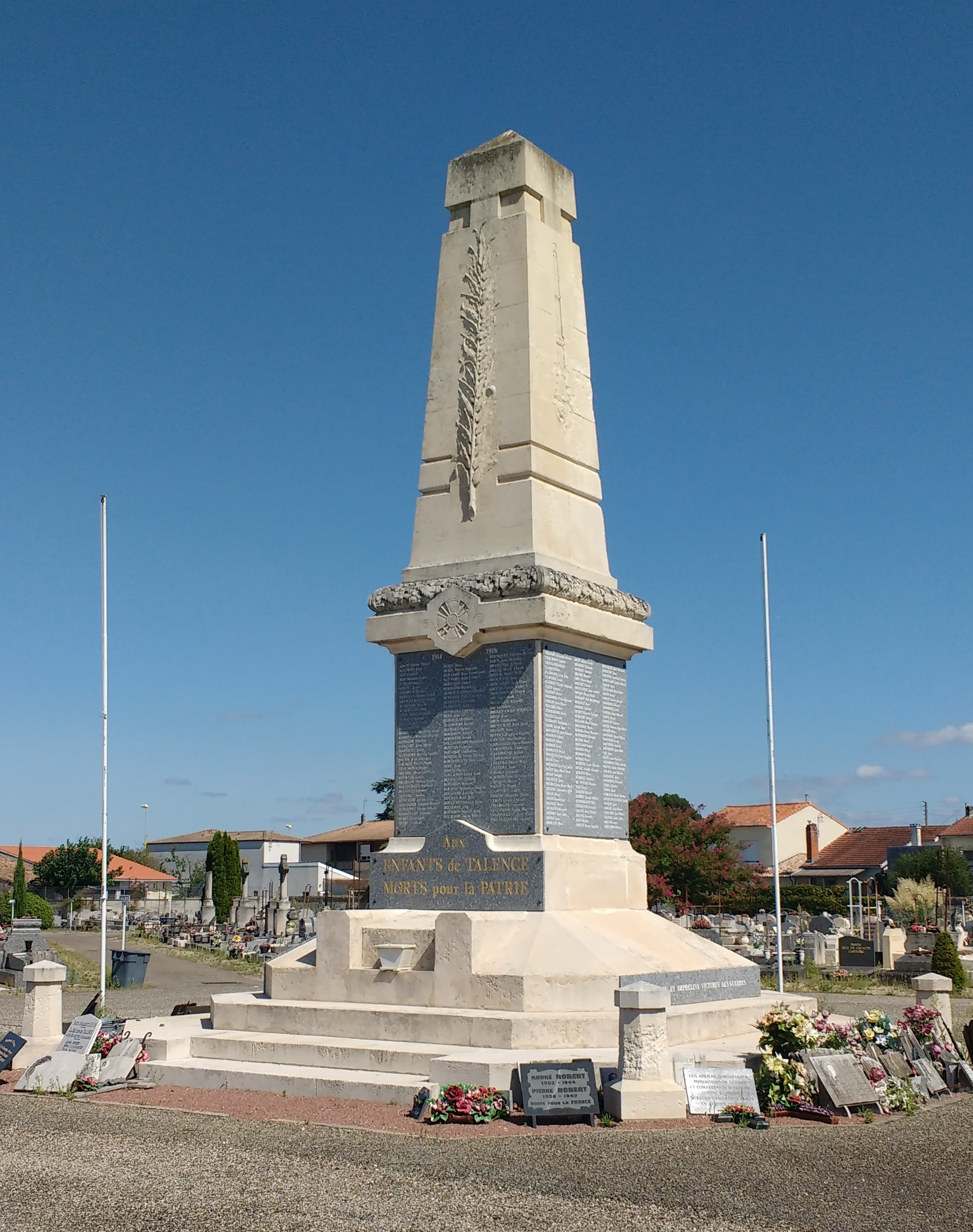
烈士纪念碑

### 旅游
塔朗斯的旅游事务由其所属的公共社区负责。2020年，塔朗斯境内共有2家酒店共计41间房间。

### 媒体
法国主要的媒体均可在塔朗斯接收，法国电视三台下属的新阿基坦大区频道在部分时段播出塔朗斯所属区域的地方新闻。

## 相关人物
法国文学家菲利普·索莱尔斯、政治家若泽·博韦和丹麦国王腓特烈十世的父亲亨利·德拉博尔德·德蒙佩札出生于塔朗斯。

## 友好城市
截至2021年6月，塔朗斯共与三座城市互为友好城市关系：
- 西班牙 埃纳雷斯堡
- 希腊 特里卡拉
- 葡萄牙 查韦斯